# غلوكشتات
غلوكاشتات (بالألمانية: Glückstadt) هي بلدة ألمانية تقع في ألمانيا في شليسفيغ هولشتاين.[بحاجة لمصدر] يقدر عدد سكانها بـ 11,743 نسمة .

## أعلام
- هاينريش كريستيان فريدريش شوماخر